# Giovanni Carpini
Giovanni Carpini, plným jménem Giovanni da Pian del Carpine (* asi 1182, hrad Carpini, nyní Magione u Perugie – 1. srpen 1252) byl italský cestovatel a františkánský mnich (žák Františka z Assisi). Roku 1245 byl vyslán jako papežský legát k mongolskému chánovi. Do hlavního města mongolské říše dorazil roku 1246. Slavným se stal jeho deník, kde zaznamenal řadu podrobností o národech východní Evropy, Ruska a Mongolska.

## Život
Pocházel ze šlechtického rodu a stal se jedním z prvních žáků zakladatele minoritského řádu Františka z Assisi. Ve 20. letech 13. století působil v Německu, později ve Španělsku a v Polsku. Všude se věnoval misijní činnosti, ale možná již pomýšlel na diplomacii, neboť podle některých historiků by mohl být "bratrem Janem", který roku 1235 stál v čele poselstva k tuniskému králi Zakaríju el-Hassanovi.
Jisté je, že nakonec vstoupil do diplomatických služeb papeže Inocence IV. (na stolci 1238–1246), sídlícího v Lyonu. Ten usiloval o navázání diplomatických kontaktů s tatarskými (mongolskými) nájezdníky, kteří v té době ohrožovali Evropu. Vyslal tři poselstva. První tvořilo šest dominikánů (Ascelin, Alexander, Albert, Simon de Saint-Quentin, Guichard z Cremony a André z Longjumeau), kteří dorazili na dvůr vojevůdce Bátú-chána v Persii, kde však diplomaticky ničeho nedosáhli. Druhé poselstvo vedl portugalský františkán Vavřinec, jeho cesta však skončila předčasně v Arménii. Třetí poselstvo, nakonec nejúspěšnější, vedl právě Carpini. Dne 5. března 1245 odevzdal Inocenc IV. Carpinimu latinsky psaný dopis adresovaný mongolskému chánovi. Na cestu Carpini vyrazil roku 1245, kdy mu bylo již přes šedesát let. Kuriózní bylo, že byl rovněž robustní postavy, což se na dlouhé cestování nehodilo. Pro český kontext je zajímavé, že jeho nejbližším spolupracovníkem a zpočátku i průvodcem byl český františkán Štěpán z Čech.

Výprava vyrazila z Lyonu. Zamířila do Německa, a poté do Českého království. V Praze bylo poselstvo přijato a obdarováno českým králem Václavem I. Podle svědectví Carpiniho to byl osobně Václav I., který poselstvu poradil, aby se vydali přes Polsko. Výprava tedy zamířila do Vratislavi, kde se k ní přidal další františkán, Polák Benedikt, ovládající dobře jazyky a sloužící na další cestě jako tlumočník. Výprava se pak vydala přes Krakov a odtud zamířila do Kyjeva, kde vyměnila koně. Dále cestovatelé překročili Dněpr a pokračovali k Donu a Volze. Carpini je první Evropan, který užíval moderní jména těchto řek. Ve vsi Kaněv je pro nemoc opustil Čech Štěpán a dále o něm nejsou žádné zprávy.

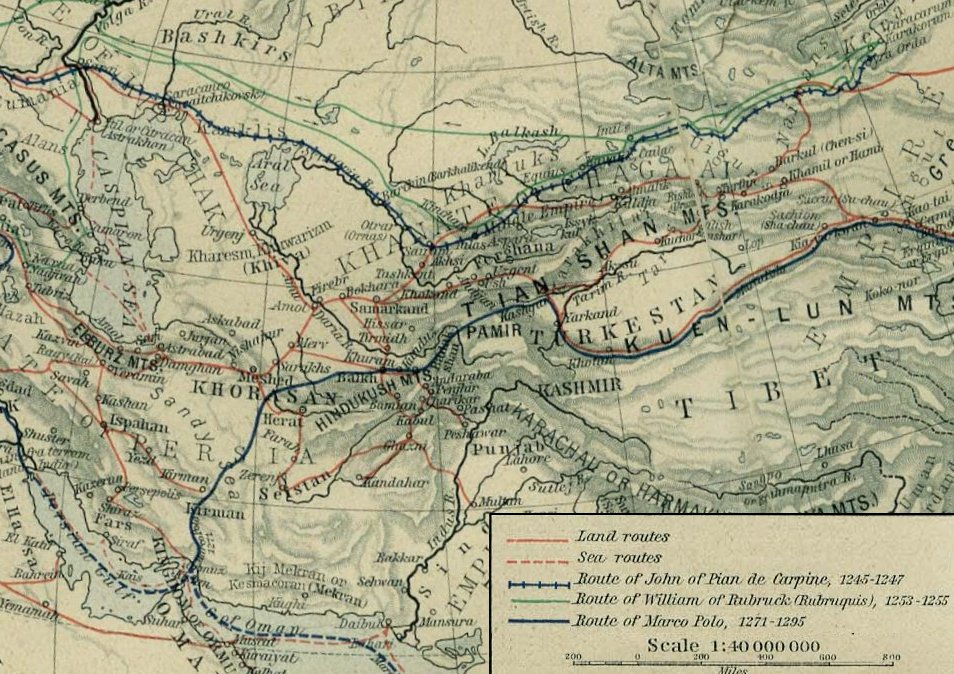
Carpiniho putování na Východ: trasa cesty vyznačena tmavomodře (severně od Kaspického a Aralského jezera)

Na Volze tábořil Bátú, vnuk Čingischánův a vrchní velitel mongolského západního vojska, který poselstvo poslal ke dvoru mongolského chána. Carpini a zbylí cestovatelé byli sice tak unaveni, že se sotva udrželi na koni, přesto zamířili do kazašské stepi. Postupovali severně od Kaspického a Aralského jezera. U řeky Syrdarja, jejíž jméno Carpini neznal, narazili na islámské kmeny. Dále Carpini hovoří o zemi „černých Kitajů“ (zřejmě oblast mezi Altajem a Ťan-šanem). Zde byla expedice přijata ve městě Omyl jakýmsi mongolským předákem. Poté zamířili na území mongolských Najmanů a odtud do centrálního Mongolska.
Carpiniho výprava ujela asi 4800 km za 106 dní a do centra chanátu dorazila, právě když vyvrcholily nástupnické spory po smrti chána Ögedeje. V době příchodu poselstva zvítězil Ögedejův syn Güjük a ujal se vlády (vládl 1246–1248). Poselstvo se zúčastnilo i slavnostní korunovace, která byla dle Carpiniho líčení velkolepou událostí, jíž se zúčastnilo 4000 zahraničních hostů, včetně panovníků z Ruska, Gruzie, Číny a Koreje. Chán papežské posly přijal 11. listopadu 1246. Na papežův list odpověděl, šlo však spíše o zdvořilé odmítnutí. Poslové odpověď přijali, 13. listopadu se vydali na krušnou a nebezpečnou zimní zpáteční cestu (po stejné trase, jakou přišli) a 9. července 1247 vstoupili do Lyonu.
Po návratu působil Carpini na papežském dvoře. Později se stal arcibiskupem v dalmatském Antibari (Baru), v závěru života pak papežským legátem u krále Ludvíka IX.

## Dílo
Sepsat zprávu o výpravě k chánovi měl za úkol Benedikt. Vypracoval však jen stručný souhrn, který byl navíc vydán až s větším časovým odstupem. Mnohem podrobnější a zajímavější však byl Carpiniho deník, který psal během putování, a který v letech 1247–50 přivedl k definitivní verzi jako Ystoria Mongalorum (Tartarorum). V osmi kapitolách popisuje Mongolsko, jeho polohu, obyvatele, náboženské zvyky, morální normy, vypisuje historii Mongolské říše (od Čingischána) i její fungování. Zajímavé je, že Carpini v deníku věnuje pozornost i válečné taktice Mongolů a doporučuje, jak je porazit v bitvě (bojiště má ležet v rovině, v týle nebo po straně má být rozlehlý les, nemá se tvořit jediný útvar, ale několik vzájemně oddělených armád stojících nedaleko od sebe apod.) Cenný je však i Carpiniho popis východní Evropy a Ruska, který historici považují za poměrně věrný. Jeho spis se stal ve středověku velmi populárním a důležitým zdrojem informací a byl hojně opisován, i když jen ve stručném výtahu v encyklopedii Vincenta z Beauvais, která vyšla 1473 poprvé tiskem. Úplný text vyšel tiskem až roku 1839.